# Phage phiX174
Espèce

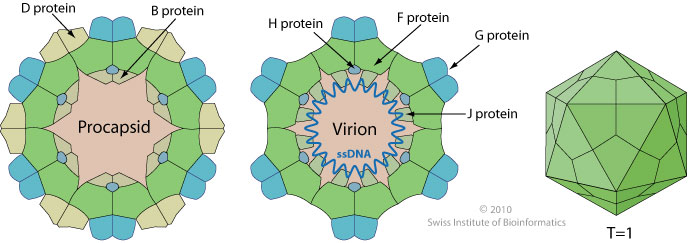
Dessin schématique d'un virion de Sinsheimervirus (anciennement Phix174microvirus ou Microvirus)

Le phage phiX174 (ou ΦX174) est un virus bactériophage de la famille des Microviridae. C'est un virus très simple dont le génome est composé d'une molécule d'ADN simple-brin circulaire longue de 5386 nucléotides et comportant onze gènes. Ce virus a été isolé en 1935 par Nicolas Boulgakov (le frère de l'écrivain Mikhaïl Boulgakov)
dans le laboratoire de Félix d'Hérelle à l'Institut Pasteur, à partir d'échantillons collectés dans les égouts de Paris. Sa caractérisation et l'étude de son mécanisme de réplication ont été réalisées à partir des années 1950, en particulier par Robert Sinsheimer à Caltech en Californie et Walter Fiers (en), de l'Université de Gand en Belgique.
Le caractère simple-brin du génome de ΦX174 a permis à Frederick Sanger et à ses collaborateurs d'en réaliser le séquençage dès  1977, faisant ainsi de ce virus le premier organisme dont la séquence génomique a été connue. Sanger a obtenu un second prix Nobel de chimie en 1980 pour ce travail. 
En 2003, le génome de ϕX174 a été reconstitué de manière artificielle par l'équipe de Craig Venter, par assemblage d'oligonucléotides obtenus par synthèse chimique. Le virus synthétique  ainsi obtenu s'est avéré fonctionnel, constituant un premier pas vers une nouvelle ingénierie du vivant.
Le protéine E est produite par phiX174 lui permet de décomposer la membrane cellulaire d'Escherichia coli par un phénomène appelé lyse provoquant la destruction de la cellule .